# Fritz Thiedemann
Fritz Thiedemann (Weddinghusen, 3 de março de 1918 - 8 de janeiro de 2000) foi um ginete de elite alemão especialista em saltos, bicampeão olímpico. 

## Carreira
Fritz Thiedemann representou seu país nos Jogos Olímpicos de Verão de 1952 a 1960, na qual conquistou a medalha de ouro nos saltos por equipes em 1956 e 1960. 